# Rhamphorhynchus
Rhamphorhynchus (còn gọi là "mỏ mõm"), là một chi thằn lằn có cánh đuôi dài sống vào kỷ Jura. Ít chuyên biệt hóa hơn các chi Pterodactyloidea đuôi ngắn cùng thời như Pterodactylus, nó có đuôi dài, được hỗ trợ bằng dây chằng. Hàm Rhamphorhynchus có răng giống kim khâu, chĩa về phía trước, chế độ ăn của nó gồm chủ yếu cá và côn trùng. Dù nhiều hóa thạch rời rạc có thể thuộc về Rhamphorhynchus đã được tìm thấy ở Anh, Tanzania, và Tây Ban Nha, những mẫu vật được bảo quản tốt nhất đến từ Solnhofen của Bavaria, Đức. Nhiều hóa thạch có đấu vết của cấu trúc mềm, như màng cánh. Những chiếc răng rời rạc được cho rằng thuộc về chi này cũng đã được tìm thấy ở Bồ Đào Nha.